# Gyergyószárhegyi római katolikus templom
A gyergyószárhegyi római katolikus templom a román kor és a késő gótika egyik szép emléke. Hargita megye műemlékeinek hivatalos jegyzékében műemléktemplomként szerepel.

## A templom története
Gyergyószárhegy egyházközséget először 1494-ben említették a korabeli dokumentumok. 1566-ban Zarhegij néven fordult elő, 1576-ban Szárhegy, 1602-ben Zar Hegj, 1674-ben Sáárhegy néven szerepelt.
A falu első temploma 1235-ben épült a hagyomány szerint a Bányának nevezett helyen, ahol régen fehérmárványt bányásztak.
A mai templom ősének építkezési idejét ugyancsak a 13. századra tette Van Gondys egyetemi tanár, aki megállapítását a Domus Historiában található bejegyzésre alapozta.
A 15. században a román kori templom helyébe új gótikus templomot építettek. A déli oldalán kőbe vésve az 1400-as évszám olvasható, amely valószínűleg az átépítés dátumát jelzi. Az épületet az erdélyi erődtemplomokra jellemző magas, ovális alaprajzú kőfal veszi körül. A falu temetője a korabeli szokások szerint a templom körül alakult ki, és egészen a mai napig az épület északi szomszédságában található.

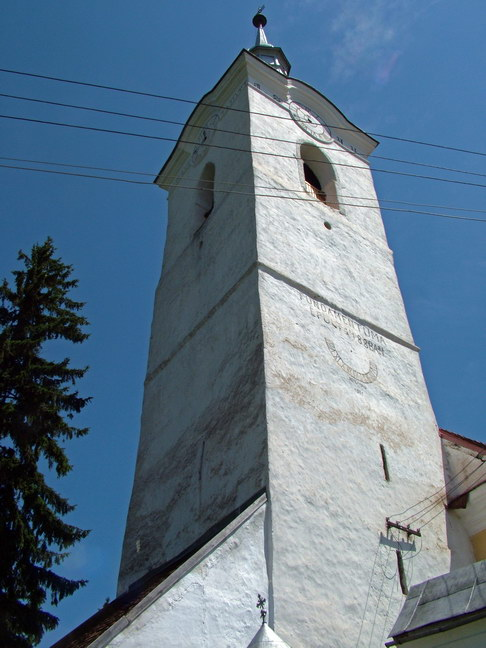
A gótikus torony

1488-ban épült a torony, amelynek dátuma szintén bevésve látható. 1492-ben Lázár Miklós búcsút eszközölt ki VI. Sándor pápától a szárhegyi templom javára. Abból a korból származik a torony alatt lévő két csúcsíves ajtókeret, a poligon záródású szentély, ugyanazt a kort idézik a szentély hálóboltozatának maradványai.
Az 1590-es tűzvész alkalmával a templom oltárai megsemmisültek, majd az 1658-bas és 1661-es tatárdúlások során további károkat szenvedett. 1729-ben a templom középső szakaszát lebontották és újjáépítették, csak a szentély és a torony maradt meg az eredeti épületből. 1730-ban oldalkápolnával egészítették ki, ugyanakkor a tornyot is megmagasították. 1783-ban Fogarassy György gyergyószentmiklósi építőmester vezetésével a templomon egy nagyobb építkezést hajtottak végre.
Teleki Pál, az akkori magyar miniszterelnök kérésére 1941-ben érkezett ide Van Gondys, a gótika, a római és a bizánci stílus kutatására szakosodott holland tudós, az Utrechti Egyetem tanára. Ő fedezte fel a templom hídjának bal oldalán lévő díszítést, amely bizonyítja, hogy a templom eredetileg román stílusban épült. 
A templom nagyobbik harangját gróf Lázár István készíttette, amelyet 1944-ben ágyúöntésre használtak fel.

## A templom leírása
A templom szentélye poligon záródású, amelyen felismerhető a hajdani csúcsíves alakításainak kitördelt díszítése. A gótikus korból való a torony alatti két csúcsíves ajtókeret. Ugyanakkor a szentély hálóboltozatának nyoma is látható. 
A templomban található egy 13. századi homokkőből készült keresztelőkút darabja, amelyet a bukaresti Történelmi Múzeumban állítottak ki.
A sekrestye régi padlásán egy különleges középkori faldísz látható, amelyen egy futó kutya alakja fedezhető fel.
Az altemplomban a Lázár család tagjai vannak eltemetve. A templom előtt értékes kőkeresztek találhatók, a legrégebbi az 1660-as évekből származik.

## Galéria

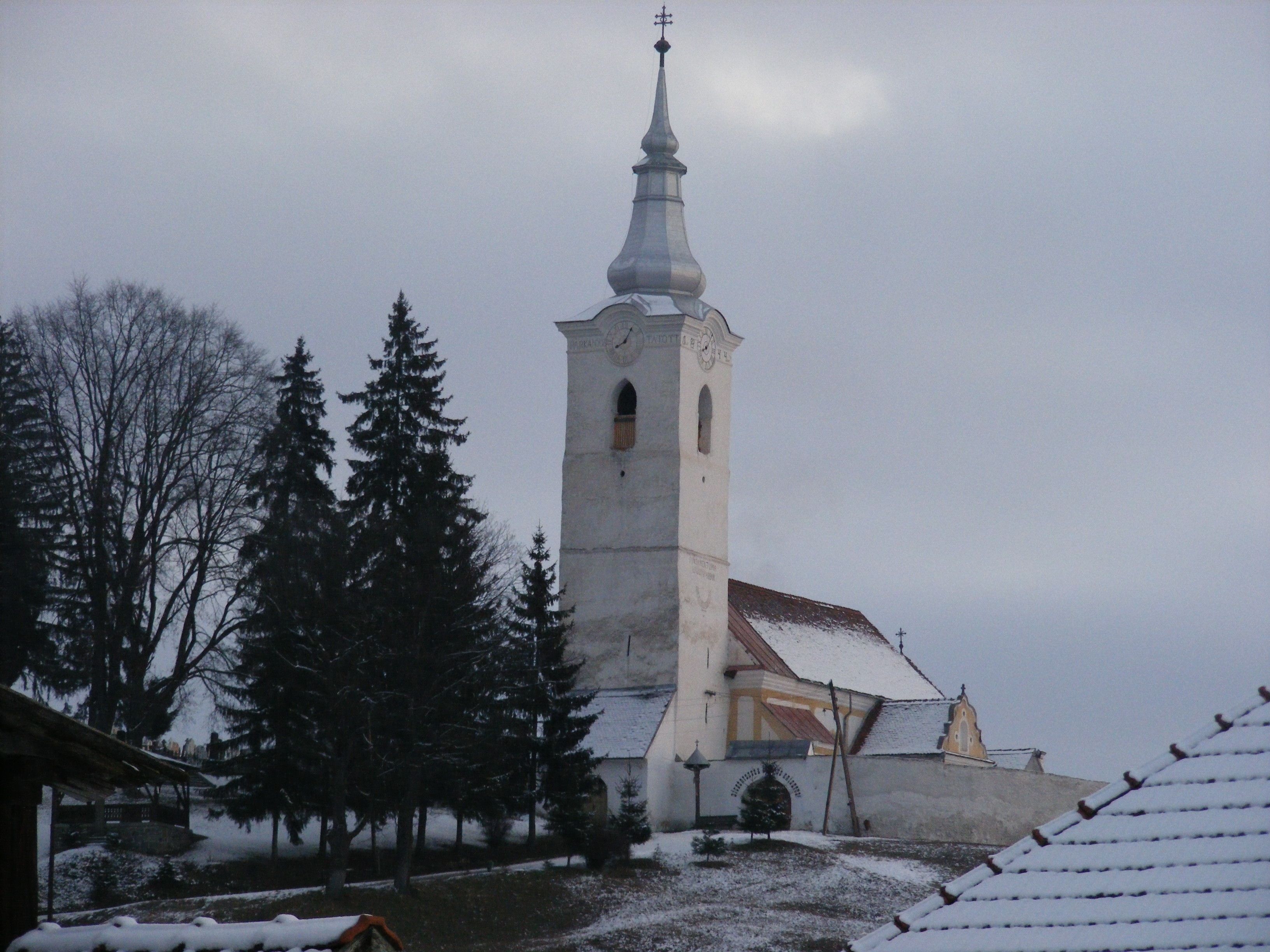
A templom látképe a központ felől
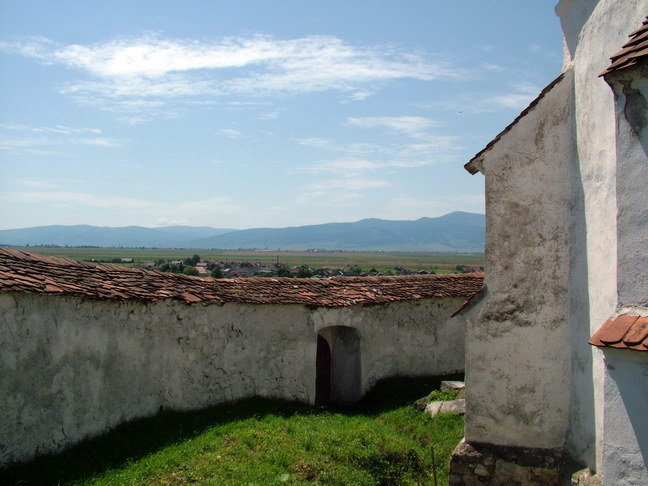
A templom körüli erődfal
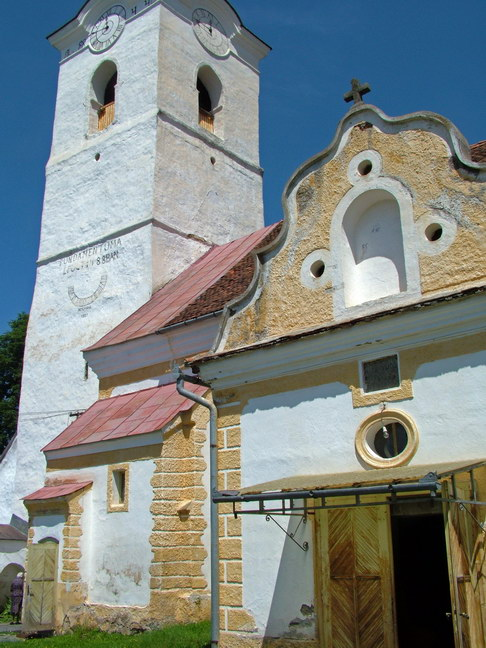
A sekrestye
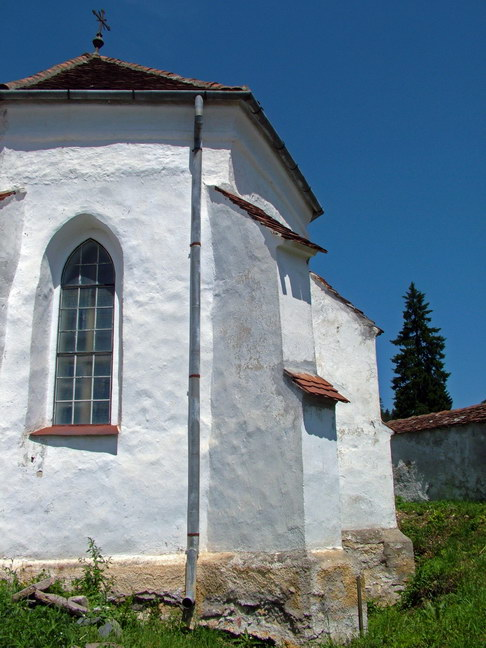
A gótikus szentély
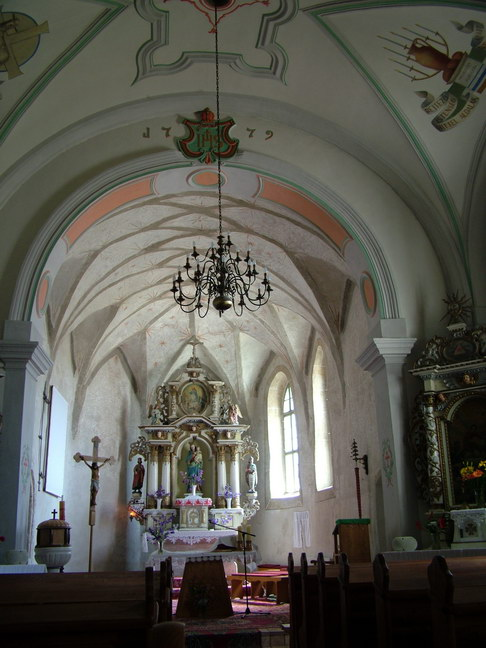
Templombelső